# Снігові жінки
«Снігові жінки» (англ. The Snow Women) — повість Фріца Лайбера в жанрі меч і чари про Фафгрда та Сірого Мишолова. 
Входить до збірки «Мечі та чортівня».

## Сюжет
Фафхрд, вісімнадцятирічний юнак, рятує Влану, танцівницю, від льодяних сніжок жінок Снігового Клану, яких очолює його власна мати. Сніговий Клан живе на рівнинах Холодної пустки, але раз на рік вони подорожують на південь до Холодного кутка, де торгують з торговцями та відвідують Шоу, яке виконує трупа мандрівних акторів. Фафхрд, який мріє дізнатися більше про цивілізацію, попереджає Влану про угоду вождя клану Грінгорла та власника Шоу, про її продаж в наложниці. Він хоче подорожувати з нею на південь. Влана погоджується, але йде з Велліксом і потрапляє в засідку, де її вдруге рятує Фафхрд. Вони залишають Холодну пустку і направляються в південні королівства.